# Люцко, Александр Михайлович
Алекса́ндр Миха́йлович Люцко́ (23.1.1941—4.9.1997)— основатель и первый ректор Международного института по радиоэкологии имени А. Д. Сахарова.

## Биография
Родился 23 января 1941 года в деревне Чижевичи (ныне — Солигорского района Минской области). Отец погиб на фронте в первые месяцы войны (осталась только фотография и стопка теплых писем жене с фронта), сына растила мать.

## В Минске
В 1963 году окончил физический факультет Белорусского государственного университета (БГУ). Работал в НИИ онкологии и медицинской радиологии.
В 1969 защитил диссертацию кандидата физико-математических наук.
В 1970 начал преподавать на кафедре ядерной физики БГУ, которой с 1971 руководил С.С. Шушкевич.

## Владивосток
В 1978 из-за невозможности реализации своих перспективных научных проектов переехал на работу (вместе с группой своих коллег) в Тихоокеанский институт биоорганической химии, где организовал лабораторию инструментальных и радиоизотопных методов исследований, оснастил её по последнему слову измерительно-вычислительной техники и стал её заведующим. Участвовал в ряде тихоокеанских экспедиций на научном лайнере «Академик Курчатов».

## Ректор
В 1987 после аварии на Чернобыльской АЭС вернулся в Минск и активно включился в работу по ликвидации её последствий. Особое внимание А. М. Люцко уделял работе по просвещению населения, публиковал многочисленные статьи в белорусских СМИ, написал несколько книг. По его инициативе 1-й конгресс памяти Андрея Дмитриевича Сахарова в 1991 году поддержал идею о создании в Республике Беларусь высшего учебного заведения по подготовке специалистов радиоэкологического профиля. 20 января 1992 года Постановлением Совета Министров Республики Беларусь при Белгосуниверситете был открыт Международный высший колледж по радиоэкологии имени А. Д. Сахарова, в 1994 году преобразованный в Международный институт по радиоэкологии (сегодня — Международный государственный экологический институт имени А. Д. Сахарова).. Став первым ректором вуза подобрал педагогический состав и разработал учебные планы 4-летнего образования. По его инициативе и под его руководством была сформулирована Концепция радиоэкологического образования в Республике Беларусь.
Был избран действительным членом Нью-Йоркской академии наук. Входил в ряд международных организаций.

## Послесловие
С юности увлекался альпинизмом, совершая спортивные восхождения в горах Кавказа, Тянь-Шаня, Памира. Создал носимый заплечный аппарат для радиологического датирования ледников по извлекаемым кернам..
Погиб при восхождении на вершину Велета (Cъерра Невада, Гранада, Испания), участвуя в составе международной группы коллег-радиоэкологов. Похоронен в Минске на Кальварийском кладбище.
Супруга – Валерия Андреевна Мамонтова (наследница фамилии знаменитых купцов и меценатов), биохимик, канд.хим.наук, мастер спорта и инструктор по горному туризму, дочь и 3 внука проживают и работают во Владивостоке.